# Anfallet mot Gävle
Anfallet mot Gävle var ett ryskt anfall mot de svenska trupperna vid Gävle mellan 1 och 3 augusti 1719, i samband med Rysshärjningarna längs svenska östersjökusten under Stora nordiska kriget. 

## Rysshärjningarna 1719
Sommaren 1719 pågick sedan ett år tillbaka fredsförhandlingar på Vårdö i Åland mellan Ryssland och Sverige. För att påskynda förhandlingarna och åstadkomma en förmånligare förhandlingsposition beordrade då tsaren Peter den store att ryska trupper skulle härja den svenska östkusten. Ryssarna hade vid detta tillfälle byggt upp en snabbrörlig och grundgående  galärbaserad skärgårdsflotta, vilket Sverige saknade och kunde också utnyttja att Sverige var kraftig försvagat av många års förhärjande krig, pestår och missväxt.
På eftermiddagen den 11 juli 1719 upptäckte den svenska skärgårdsbefolkningen utanför Kapellskär i dimman en rysk flotteskader med en kärna av 132 galärer och med 26 000 man ombord. En stor galär, som kunde både seglas och ros, kunde ta 20–30 kosacker med hästar. Under en dryg månads tid härjade ryssarna landsbygd, bruksorter och städer utmed den svenska östkusten.

## Den norrseglande flottenheten
Medan huvuddelen av eskadern seglade söderut för att småningom bränna bland annat Nyköping och Norrköping, tog sig en styrka på 21 galärer samt tolv andra mindre fartyg och med omkring 3500 man norrut. Denna styrka leddes av den irländsk-ryske militären Peter von Lacy. Under seglatsen norrut gjordes framgångsrika härjningar på bland annat Vätö, Arholma, Häverö, Väddö och Singö, av städerna Östhammar och Öregrund som brändes och industrierna i Forsmark och Lövsta bruk. Det militära motståndet från svensk sida var obefintligt eller svagt. I den mån arméenheter fanns till hands, hände det att de som generalmajoren Bengt Fabian Zöges karoliner vid de uppländska bruken lämnade platsen till de anfallande ryssarna utan strid.
Landshövding i Gävle var sedan tre år tillbaka generallöjtnanten Hugo Hamilton (1655–1724). Denne hade också ansvarat för uppförandet 1717 av Fredriksskans vid platsen för nuvarande yttre hamnen, vilken var bestyckad med tio kanoner. I slutet av juli fanns också generallöjtnanten Carl Gustaf Armfeldt i staden med en mindre militärstyrka på omkring 1000 man.

## Anfallet
Den 31 juli landsattes den ryska styrkan söder om Gävle för att via Harnäs anfalla staden. Det svenska försvaret organiserades vid Hemlingbyberget. Ryssarna misslyckades tre gånger med att med sina förtrupper övermanna den svenska förposter vid byn Järvsta och avbröt efter förluster detta första anfallsförsök. Det andra anfallsförsöket gjordes vid Steneborgs gård, men dit hade under tiden trupp förflyttats från Hemlingby, varför det avbröts i förtid.
Det tredje anfallet gjordes sjövägen från norr om Limön, men hindrades av artillerield från Fredriksskans. Efter tre försök gav galärflottan upp att komma förbi. Ytterligare ett nattligt försök att smyga förbi med eskaderns mindre så kallade skärbåtar misslyckades också, efter att det upptäckts från skansen och båtarna utsatts för ny kanonbeskjutning.
Ryssarna prövade därefter att landsätta sina trupper norr om staden vid Engesberg. Även denna gång hade svenskarna hunnit vidta förberedelser för en försvarslinje vid Testeboån och sända soldater mot landstigningsplatsen. Ryssarna, som upptäckt försvarsförberedelserna, avstod från landstigningsförsöket och seglade den 3 augusti vidare norrut.
Innan man avseglade brände man alla gårdar på Limön. Man passade även på att bränna Engesberg, Kullsand och Gröndal vid Gävlebuktens norra strand innan man lämnade området.

## Nya härjningar 1720–1721
Peter von Lacy blev senare chef för den ryska skärgårdsflottan i Östersjön och ledde nya härjningar 1720 mot Umeå och Västerbotten från Vasa och längs med hela norrlandskusten 1721. Hans eskader med 5.000 fotsoldater och 450 kosacker seglade denna gång utanför Limön förbi Gävle utan att anfalla, men brände kuststäder ända upp till Piteå.